# François Mocquard
François Mocquard (Leffond, Alto Saona, 27 de octubre de 1834 – 19 de marzo de 1917) fue un herpetólogo francés.
En 1860, fue nombrado preparador de física después de recibir su Bachelor of Science por la Facultad de Besançon. Subsecuentemente, en 1862, el grado en física, el de matemática en 1865, y de medicina, en 1873. A pesar de ser de mediana edad, hizo un cambio de carrera y comenzó a estudiar historia natural en el Laboratorio de Alphonse Milne-Edwards (1835-1900) en el Museo Nacional de Historia Natural de Francia, de París. En 1884, obtuvo su doctorado en ciencias con una tesis sobre la estructura del estómago en crustáceos, luego trabajó como asistente en el Departamento de ictiología y de herpetología en el museo.

## Obra
Durante su carrera, describió numerosos taxones herpetológicos, notablemente especies de Madagascar, Tonkin, Borneo, México, Centroamérica.

### Algunas publicaciones
- Recherches anatomiques sur l'estomac des crustaces podophtalmaires (1883) - Anatomical research on the stomach of Podophthalmia.

- Note sur quelques reptiles du cap Blanc (1896) - Notes on some reptiles of Cape Blanc.

- Recherches sur la faune herpetologique des Iles de Borneo et de Palawan (1890) - Research on herpetological fauna from Borneo and Palawan.

- Notes sur quelques reptiles de Tanga, don de M. Gierra (1897) – Notes on some reptiles of Tanga.

- Notes herpetologiques (1897) – Herpetological notes.

- Le droit de la France de pecher le homard a`Terre-Neuve au point de vue scientifique (1899) - The right of France to fish for lobster in Newfoundland from a scientific viewpoint.

- Quelques essais de pisciculture en eau douce (1902) – Some essays on freshwater pisciculture.

- Synopsis des familles, genres et espèces des reptiles écailleux et des batraciens de Madagascar (1909) - Synopsis of families, genera and species involving scaly reptiles and amphibians of Madagascar.

- Sur un nerf cardiaque naissant des ganglions cere´broides chez la langouste (1912).[3][4][5]

- Mission scientifique au Mexique et dans l'Amerique centrale. Recherches zoologiques. Troisieme partie, Etudes sur les reptiles et les batraciens. by Auguste Dumeril, Marie Firmin Bocourt, François Mocquard, Paul Brocchi.[6]

## Honores

### Eponimia
- Xenotyphlops mocquardi,
- Mantidactylus mocquardi,
- Mertensophryne mocquardi.[7][8][9]

## Abreviatura (zoología)
La abreviatura Mocquard  se emplea para indicar a François Mocquard como autoridad en la descripción y taxonomía en zoología.